# Aeroporto Internacional Ernesto Cortissoz
Aeroporto Internacional Ernesto Cortissoz  em castelhano:  Aeropuerto Internacional Ernesto Cortissoz (IATA: BAQ, ICAO: SKBQ) é o aeroporto internacional que serve a cidade de Barranquilla Colômbia. Ela deve seu nome a um dos pioneiros da aviação em todo o mundo, Ernesto Cortissoz. 
O aeroporto está localizado no município de Soledad, a apenas 7 km do centro da cidade de Barranquilla. É capaz de receber grandes aeronaves como o Boeing 747, McDonnell Douglas DC-10 e Lockheed L-1011. Na verdade, foi na sua época o mais importante aeroporto na Colômbia. 
Actualmente, o aeroporto é quinto em número de passageiros e de carga, no terceiro. 
O aeroporto é constituída por dois terminal é: o agregado familiar, o que corresponde a pontes de embarque destacável dentro de 6 a 13 quartos, e internacional, que correspondem aos que entre as secções 1 a 5 e 5A. É como se fosse um hub para a companhia aérea Aires e secundário como uma placa giratória para a companhia aérea Avianca durante a época alta. 
Em julho de 2007 a Aeronáutica Civil deu ao aeroporto "céu aberto", isto significa que qualquer companhia aérea do mundo pode voar a qualquer equipa, em Barranquilla, e da frequência com que considerar necessárias. Esta acção foi tomada em grande medida para promover o turismo e Barranquilla como uma das principais da cidade, nas Caraíbas. 

## As companhias aéreas e destinos

### Destinos de passageiros
| Companhias                       | Cidades                                                           | Aliança       |
| -------------------------------- | ----------------------------------------------------------------- | ------------- |
| Aerolínea de Antioquia 1 destino | Doméstico (1): Montería                                           | N/A           |
| Avianca 4 destinos               | Domésticos (3): Bogotá / Cali / Medellín Internacional (1): Miami | Star Alliance |
| Copa Airlines Colômbia 1 destino | Internacional (1): Cidade do Panamá                               | Star Alliance |
| EasyFly 5 destinos               | Domésticos (5): Bucaramanga / Montería / Riohacha / Valledupar    | N/A           |
| LATAM Colômbia 1 destino         | Doméstico (1): Bogotá                                             | Oneworld      |
| VivaColombia 2 destinos          | Domésticos (2): Bogotá / Medellín                                 | N/A           |
| Wingo 1 destino                  | Doméstico (1): Ilha de San Andrés                                 | N/A           |
| American Airlines 1 destino      | Internacional (1): Miami                                          | Oneworld      |

### Destinos de Cargo
- Arkas (Bogotá, Medellín)
- Aerosucre
- Cielos del Perú (Miami, Los Angeles)
- Líneas Aéreas Suramericanas
- Avianca Cargo (Medellín, Miami)
- Ventos do Sul Cargo (Miami)